# Armand Considère

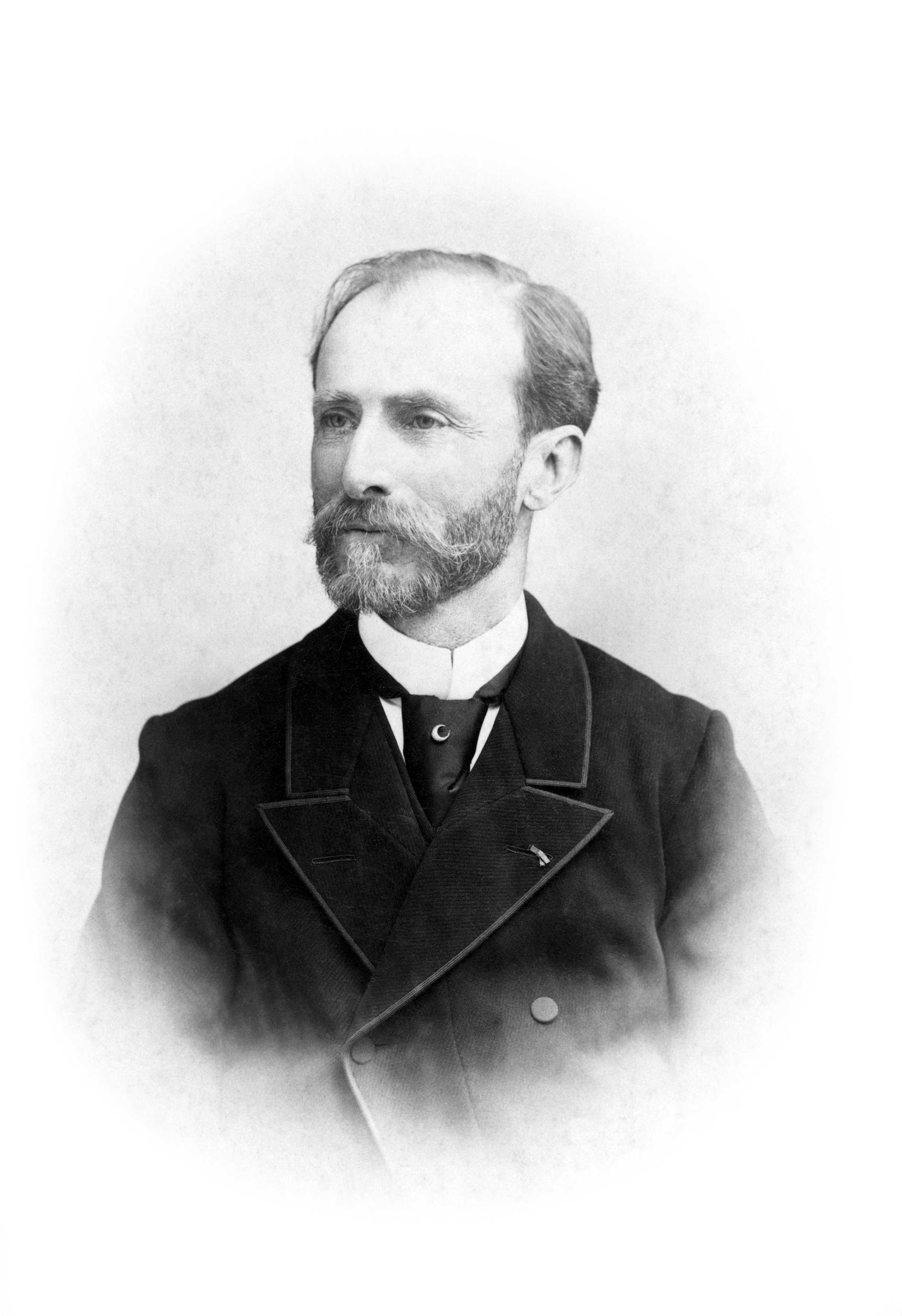
Armand Considère (vor 1898)

Armand Gabriel Considère  (* 8. Juni 1841 in Port-sur-Saône; † 3. August 1914 in Paris) war ein französischer Bauingenieur. Er gehört zu den Pionieren des Stahlbetons.

## Biographie
Armand Considère studierte ab 1860 an der École polytechnique und danach an der École nationale des ponts et chaussées. Ab 1865 war er im Corps de  Ponts et Chaussées mit der ersten Stationierung in Morlaix. Im Deutsch-Französischen Krieg war er Offizier der Pioniere. 1875 ging er in die Stahlindustrie, ab 1879 in Saint-Nazaire. Ab 1883 war er wieder im Staatsdienst, ab 1885 als leitender Ingenieur des Départements Finistère, zuständig für Straßen, Wasserbau, Leuchttürme und Eisenbahnen. 1899 veröffentlichte er einen Beitrag zur Theorie des Stahlbetons (Bemessung von Balken mit Berücksichtigung der Betonzugfestigkeit). Nachdem am 29. April 1900 die für die Weltausstellung gebaute Brückenpassage über die Avenue de Suffren zum Globe Céleste zusammenbrach  mit 9 Toten wurde eine Kommission für Eisenbeton gebildet, deren Haupt-Berichterstatter Considère war. Den Vorsitz hatte Théodore Lorieux und danach Jean Résal. Bis 1905 wurden zahlreiche Versuche durchgeführt in drei Unterkommissionen (eine unter Leitung von Considère). 1906 wurden die französischen Stahlbeton-Vorschriften amtlich und veröffentlicht.
1901 meldete er die umschnürte Stahlbetonstütze (béton fretté) zum Patent an, untersuchte sie durch Versuche mit Augustin Mesnager (1862–1933) und setzte sie in der Praxis durch. 1902 wurde er Generalinspektor für Straßen und Brücken. 1906 eröffnete er ein eigenes Ingenieurbüro. Partner in seinem Büro war ab 1912 Albert Caquot.
Er leistete auch Beiträge zur Erddrucktheorie (1870).
1892 wurde er korrespondierendes Mitglied der Académie des sciences.

## Schriften
- Influence des armatures métalliques sur les propriétés des mortiers et bétons, Le Genie Civil, 19. Jahrgang, Band 34, 1899, Nr. 14 bis 17
- Étude theorique de la résistance à la compression du béton fretté, Comptes Rendues Acad. Sci., Band 135, 1902, S. 365–368
- Étude experimentale de la résistance à la compression du béton fretté, Comptes Rendues Acad. Sci., Band 135, 1902, S. 415–419
- Résistance à la compression du béton fretté, Le Genie Civil, 23. Jahrgang, Band 17, 1902
- Der umschnürte Beton, Beton und Eisen, Band 9, 1910, S. 154–157
- Beiträge zu: Expériences, rapports & propositions instructions ministérielles relative a l´emploi du béton armé, Paris 1907, S. 246–340